# ミカエル・ペルンフォルス
ミカエル・ペルンフォルス（Mikael Pernfors, 1963年7月16日 - ）は、スウェーデン・マルメ出身の元男子プロテニス選手。1986年の全仏オープンテニス男子シングルス準優勝者。シングルス自己最高ランキングは10位。身長172cm、体重68kg、右利き。「パーンフォース」の表記も多く見られる。

## 選手経歴
全米学生テニス選手権の優勝を経て、1985年にプロ入り。同年10月にブラジルの「ポルト・アレグレ」の大会でプロ初優勝。1986年の全仏オープンでは、わずか3度目の4大大会出場であったが、ノーシードから破竹の快進撃で勝ち進んだ。2回戦で同じスウェーデンのステファン・エドベリを 6-7, 7-5, 6-3, 2-6, 6-4 のフルセットで破る番狂わせに始まり、準々決勝では前年度のウィンブルドン優勝者ボリス・ベッカー、準決勝では地元フランス期待のアンリ・ルコントを破って決勝に進んだ。しかし、決勝戦では当時の世界ランキング1位であったイワン・レンドルの前に何もできず、3-6, 2-6, 4-6 のストレートで完敗して準優勝に終わった。この当時、スウェーデンのテニス界はエドベリとマッツ・ビランデルの世界的な活躍で盛り上がりが続いていたが、無名の伏兵だったペルンフォルスの活躍も大きな反響を呼んだ。同年のウィンブルドンでも活躍し、大会前年優勝者ボリス・ベッカーとの4回戦まで進出する。全米オープンでは2回戦でソ連のアンドレイ・チェスノコフに敗退したが、この年にペルンフォルスは世界ランキングを一気に10位まで上げた。1986年度末の男子最終ランキングではスウェーデン勢としてビランデル、エドベリ、ペルンフォルスの3人が世界トップ10位以内に入り、当地のテニス界は大いに沸き立った。しかし、その後の全仏オープンでは運に恵まれず、1987年-1989年の3年連続で1回戦敗退に終わってしまう。
その後ペルンフォルスの好成績は少なかったが、1987年に「セイコー・スーパー・テニス」で来日したことがあり、準決勝でイワン・レンドルに 0-6, 2-6 で敗れた。1988年には男子テニスツアーで年間2勝を挙げたが、1988年9月中旬のアメリカ・ロサンゼルスの大会では、決勝戦で当時18歳のアンドレ・アガシを 6-2, 7-5 で破った優勝もある。
1990年の全豪オープンでベスト8に入った時は、4回戦で珍事があった。対戦相手のジョン・マッケンローが審判への暴言をやめなかったため、第4セットの途中（ペルンフォルスのスコア：1-6, 6-4, 5-7, 4-2 / すなわち、マッケンローがセット・カウント 2-1 とリード中）で主審から「失格」を言い渡されたのである。これに観客は憤り、試合会場を立ち去ってしまった。ペルンフォルスはハプニングから初の全豪準々決勝に進んだが、フランスのヤニック・ノアに 3-6, 5-7, 2-6 のストレートで敗れた。
ペルンフォルスは1996年4月のトーナメントを最後に現役を引退し、現在は35歳以上の現役引退選手を対象にしたシニア・ツアーに参戦している。   